# Bakersfield
Bakersfield je město v okrese Kern County ve státě Kalifornie ve Spojených státech amerických. Leží na jižním konci údolí San Joaquin Valley nacházejícím se v Centrálním údolí. Nachází se asi 180 km severozápadně od Los Angeles a asi 443 km jihovýchodně od kalifornského hlavního města, Sacramenta. Má vlastní mezinárodní letiště. Žije zde přibližně 403 tisíc obyvatel.

## Historie
Archeologickými nálezy jsou na území města doloženy indiánské osady již před dvěma tisíci let. V novověku to byly kmeny Yokutů (Yokuts), žili ve vigvamech při deltě řeky Kern a lovili antilopy, losy, jeleny, medvědy, ryby a pernatou zvěř.
První Evropan, který tuto odlehlou vnitrozemskou oblasti přijel prozkoumat, byl španělský misionář Francisco Garcés (1738–1781) v roce 1776: přivezl Yokutům tabák a skleněné korálky a byl přijat přátelsky; zavražděn byl až místními obyvateli v Nevadě. Yokutové žili izolováni až do mexické války za nezávislost. V roce 1848 obsadili údolí San Joaquin zlatokopové, v roce 1851 bylo zlato objeveno podél řeky Kern v jižní Sierra Nevadě. Bažinaté údolí, vystavené pravidelným záplavám z řeky Kern, ohrožovalo osadníky malárií. Je územím dnešního v centru města.

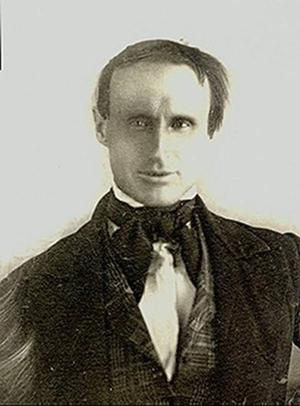
Thomas Baker

V roce 1861 katastrofální povodně zničily původní osadu, založenou v roce 1860 Christianem Bohnou narozeným v Německu.
Novou osadu Bakers' Field založil roku 1869 právník a bývalý voják Thomas Baker z Ohia jako opěrný bod na Jihopacifické dráze, později zde bylo zavedeno zavlažování, které umožnilo produkci potravin pro zlatokopy ze Sierry Nevady. Roku 1873 se již město stalo sídlem okresu. Roku 1899 byla v okolí objevena ropa. Roku 1952 město postihlo zemětřesení.

## Obyvatelstvo
V roce 2020 zde žilo 403 455 obyvatel, což z něj činilo 48. nejlidnatější město v USA a 9. nejlidnatější město v Kalifornii, a s celkovou rozlohou 371,9 km² byla hustota zalidnění 1 084,7 obyvatel na km². V metropolitní oblasti Bakersfield–Delano, zahrnující celý okres Kern County, žilo v roce 2020 celkem 909 235 obyvatel, což z ní činilo 62. největší metropolitní oblast v USA. Převažují obyvatelé hispánského původu, v roce 2020 jich bylo 53 %.

## Ekonomika
Město je střediskem zemědělské oblasti, v níž se pěstuje obilí, brambory a tolice vojtěška. Patří také k centrům kalifornského vinařství. Severovýchodně od města se nachází velké ropné pole, díky těžbě je Bakersfield jedním z nejrychleji rostoucích amerických měst. Patří také k sídlům s nejznečistěnějším vzduchem v rámci USA.

## Památky a kultura
- Tevis Block, někdejší budova ropné společnosti z roku 1893, památná nejstarší stavba ve městě
- Kern County Chamber of Commerce Building – budova oblastní obchodní komory, nyní součást muzea
- Beale Memorial Library - knihovna v koloniálním stylu z let 1913-1915, ceněná památková budova[10]
- Bakersfield Californian Building – budova tisku (1926)
- Theater Fox (1930) – divadlo Fox od otevření sloužilo především jako kino a koncertní síň filharmonie (založené 1932). Nyní je centrem multikulturní Edwards Bakersfield Stadium v Reading Cinemas Valley.
- Hudba: Bakersfield bývá nazýván „Nashvillem Západu“ pro svoji tradici country hudby, jejímž zakladatelem byl místní rodák Merle Haggard.[11]
- První baptistický kostel (1931) – stojí na místě historické budovy z 19. století, je zapsán do seznamu národních památek.
- Pomník španělského misionáře a mučedníka Francisca Garcése (1738–1781) z roku 1937
- Hotel Padre - dominanta starého města ze 30. let 20. století
- Muzea
- Kern County Museum, rozkládá se na ploše 65.000 m² kolem Beale Memorial Clock Tower (Hodinové věže); bylo otevřeno v roce 1941; tvoří je přes 50 víceméně rekonstruovaných objektů osadníků 17.- 19. století z celé oblasti.
- Museum of Natural History - přírodovědecké muzeum

## Školství a sport
- Kalifornská státní univerzita byla založena roku 1968 z dosavadní Bakersfield State College, má čtyři fakulty a kampus na ploše 152 hektarů.
- Ve sportovní hale Rabobank Arena hraje své zápasy hokejový klub Bakersfield Condors, účastník American Hockey League. Dále je město centrem atletiky a tenisu.

## Osobnosti města
- Merle Haggard (1937–2016), country zpěvák a kytarista[11]
- Kevin McCarthy (* 1965), republikánský politik, v roce 2023 předseda Sněmovny reprezentantů[12]
- Jonathan Davis (* 1971), zpěvák, člen metalové skupiny Korn[13]
- Jake Varner (* 1986), bývalý zápasník – volnostylař, olympijský vítěz z LOH 2012[14]

## Partnerská města
- Amritsar, Indie
- Minsk, Bělorusko
- Pučchon, Jižní Korea
- Santiago de Querétaro, Mexiko
- Wakajama, Japonsko

## Galerie

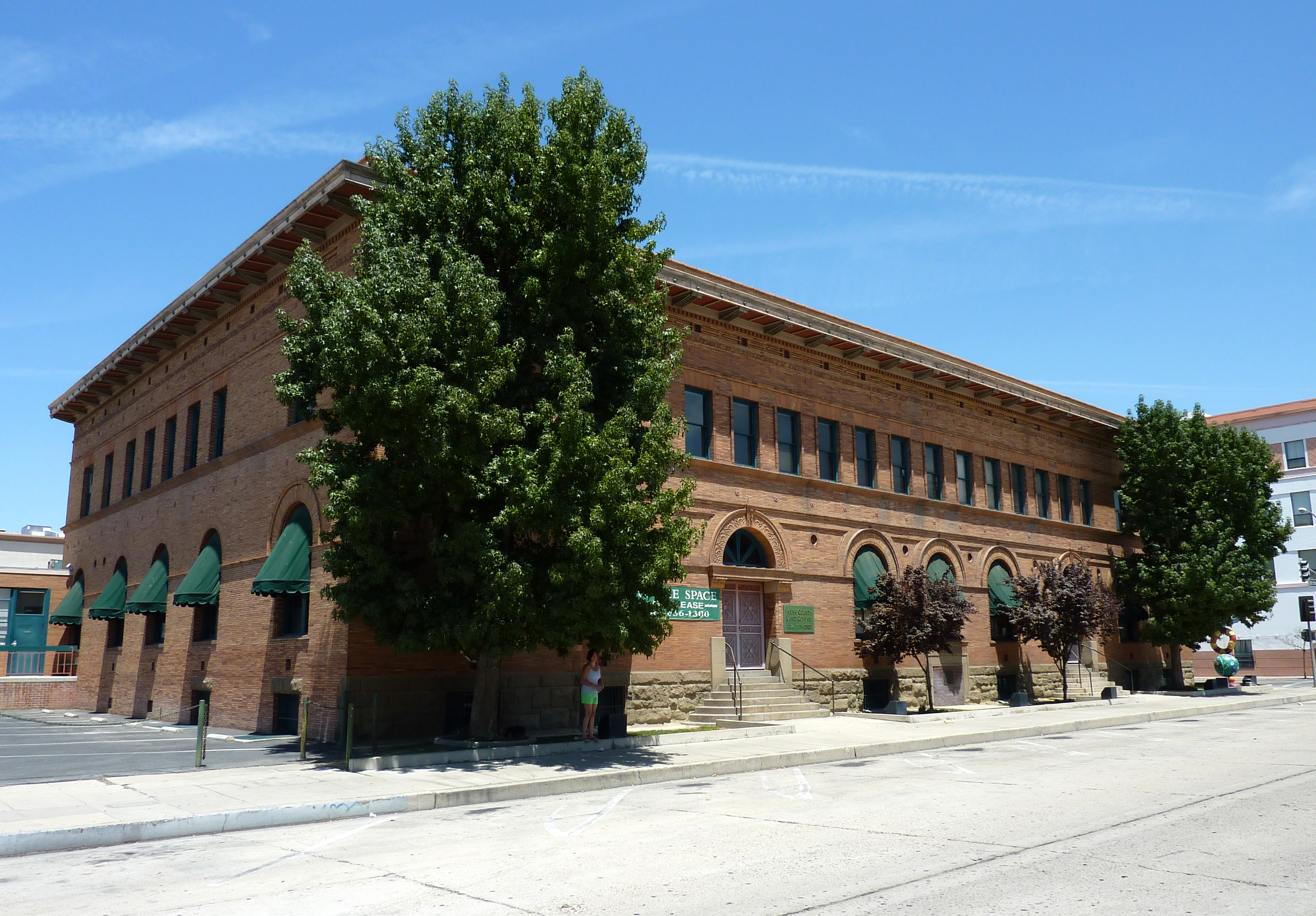
Tevis Block z roku 1893
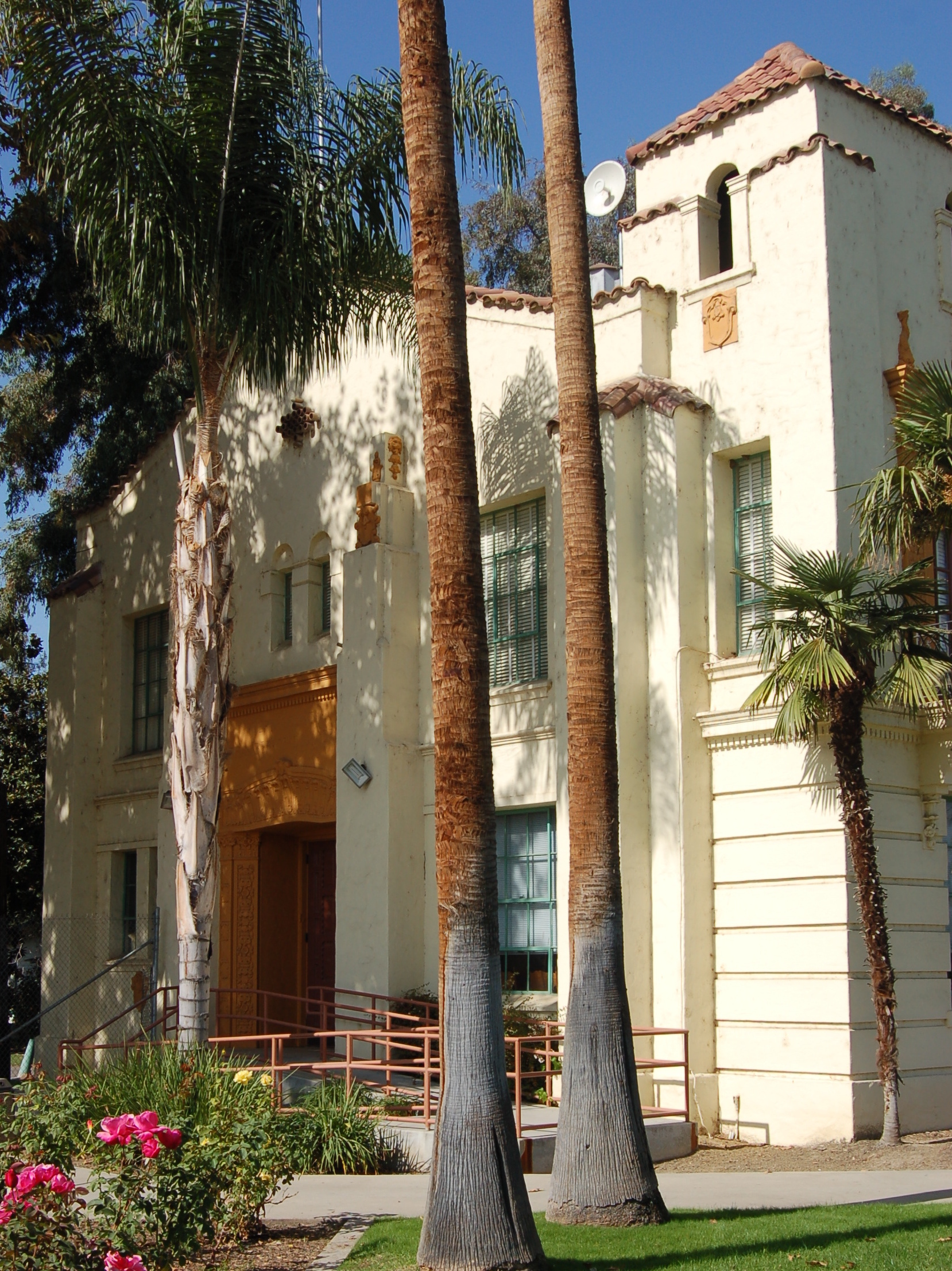
Kern County Chamber
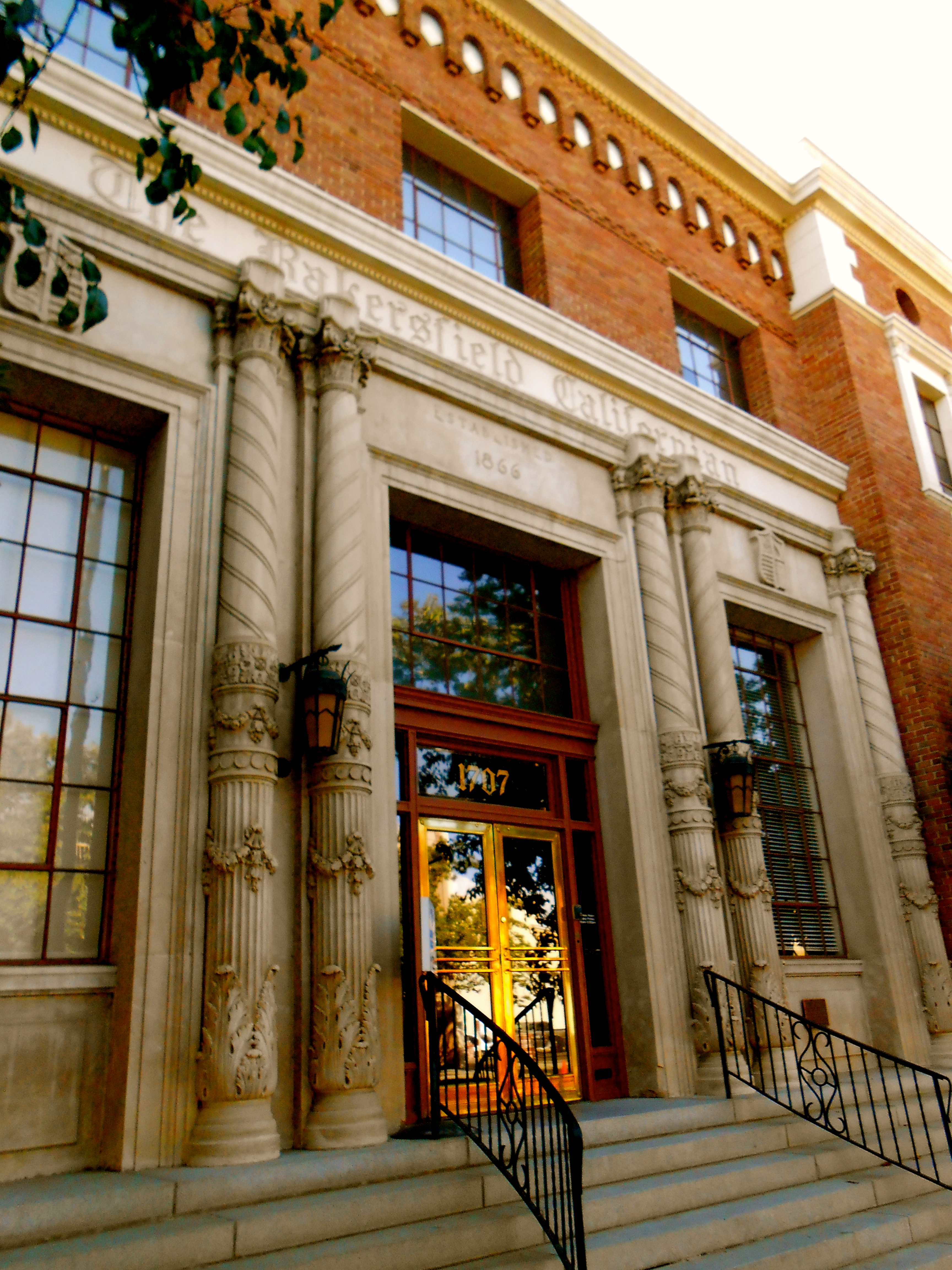
Bakersfield Californian Building
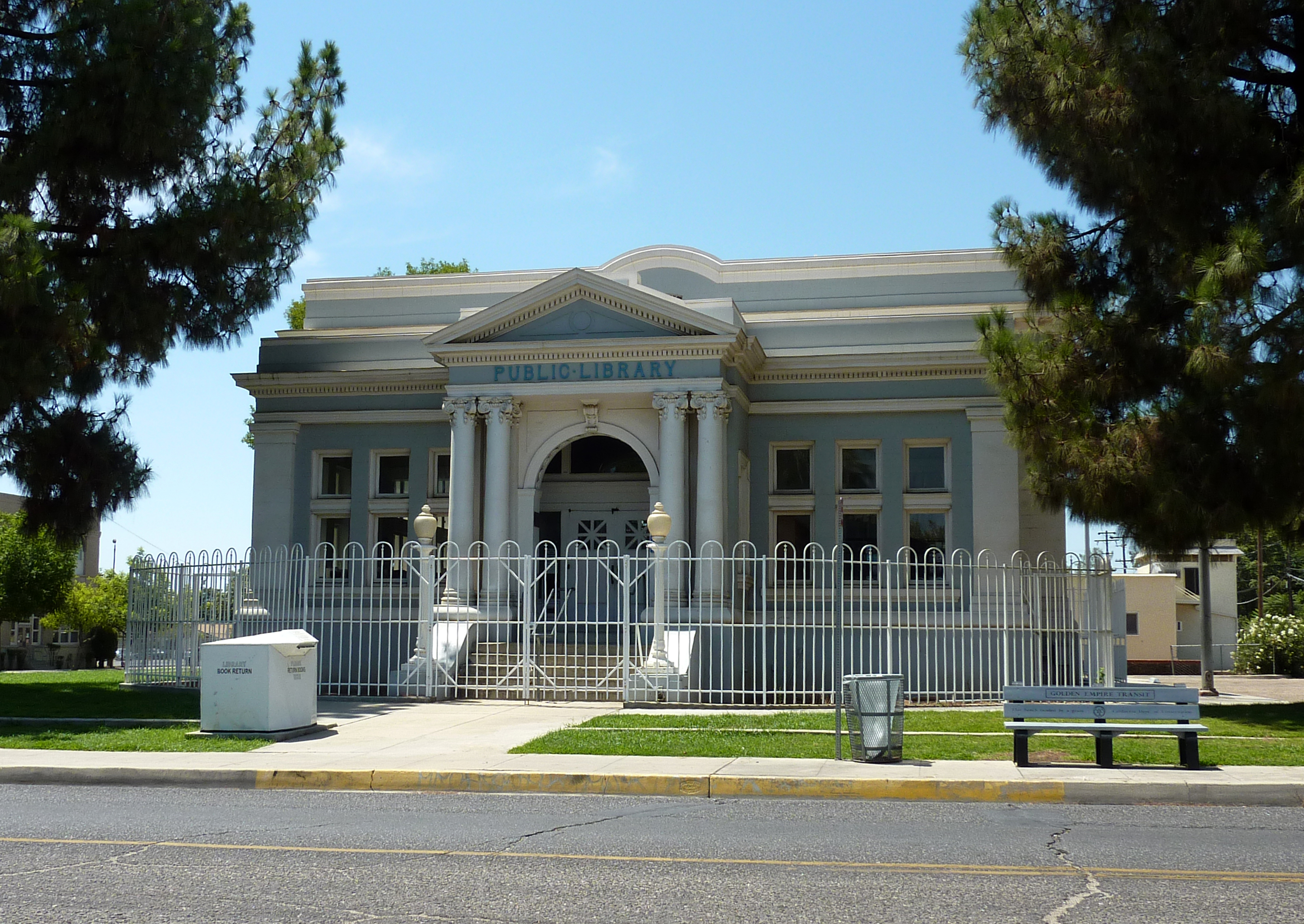
Národní knihovna
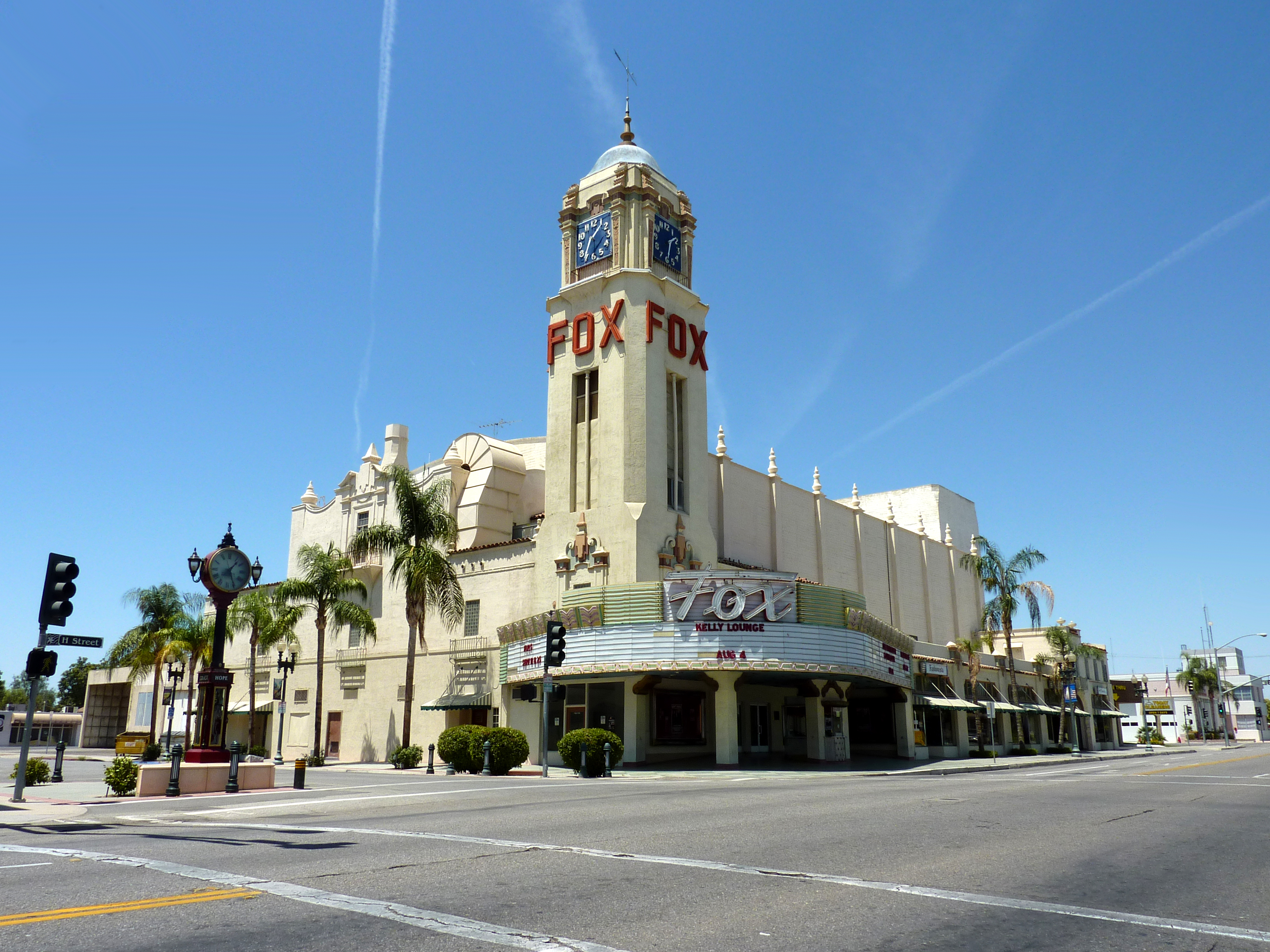
Divadlo Fox
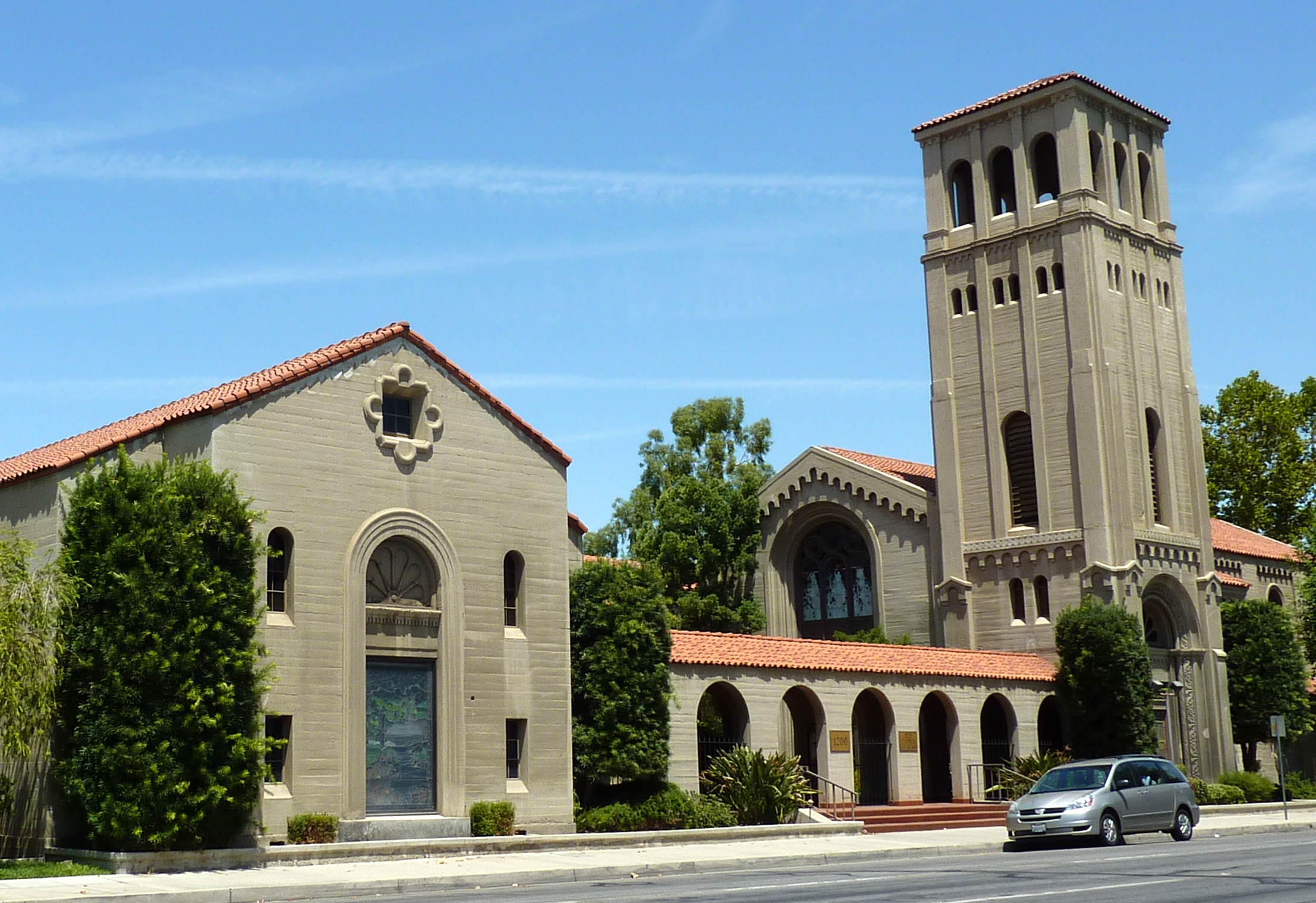
První baptistický kostel
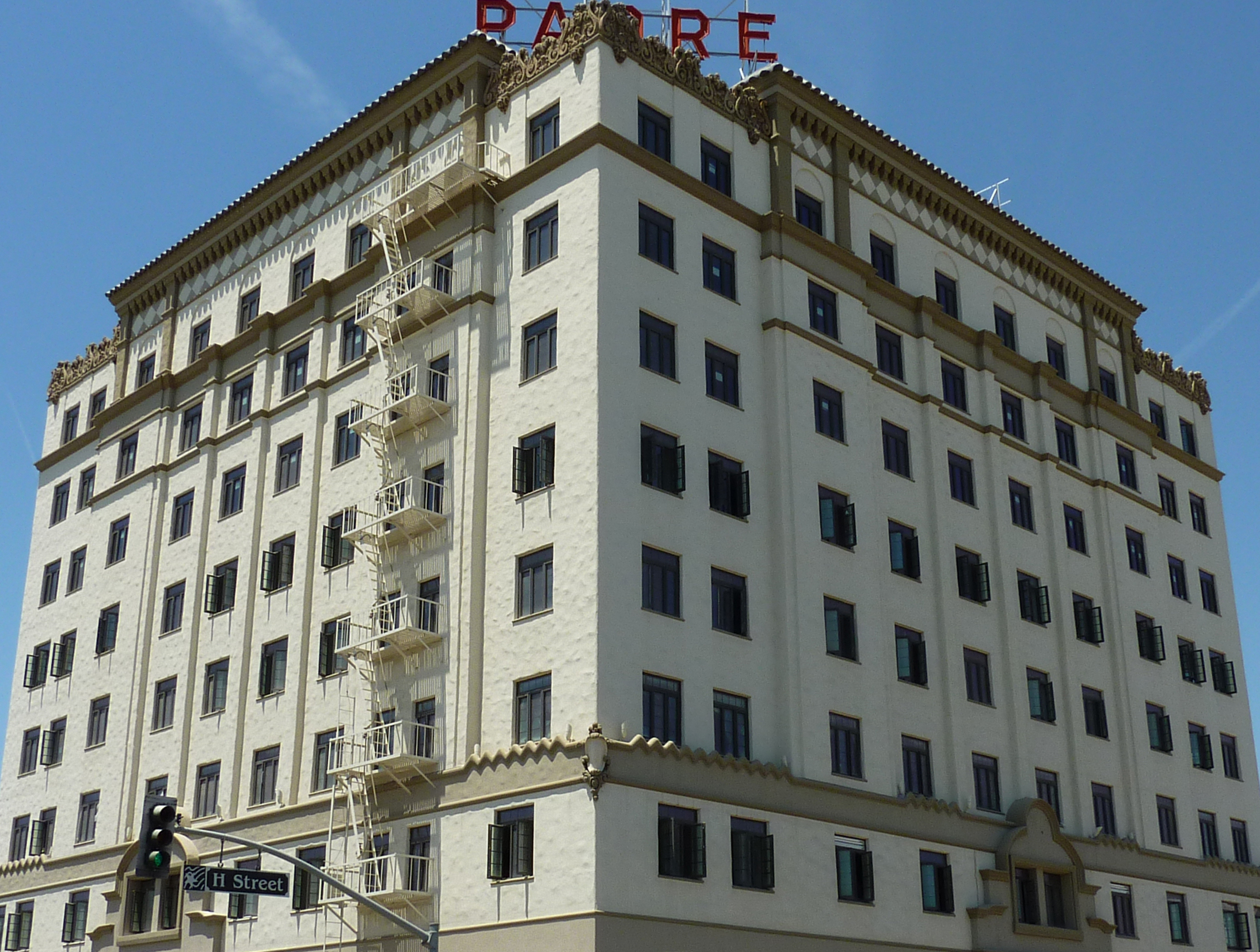
Hotel Padre
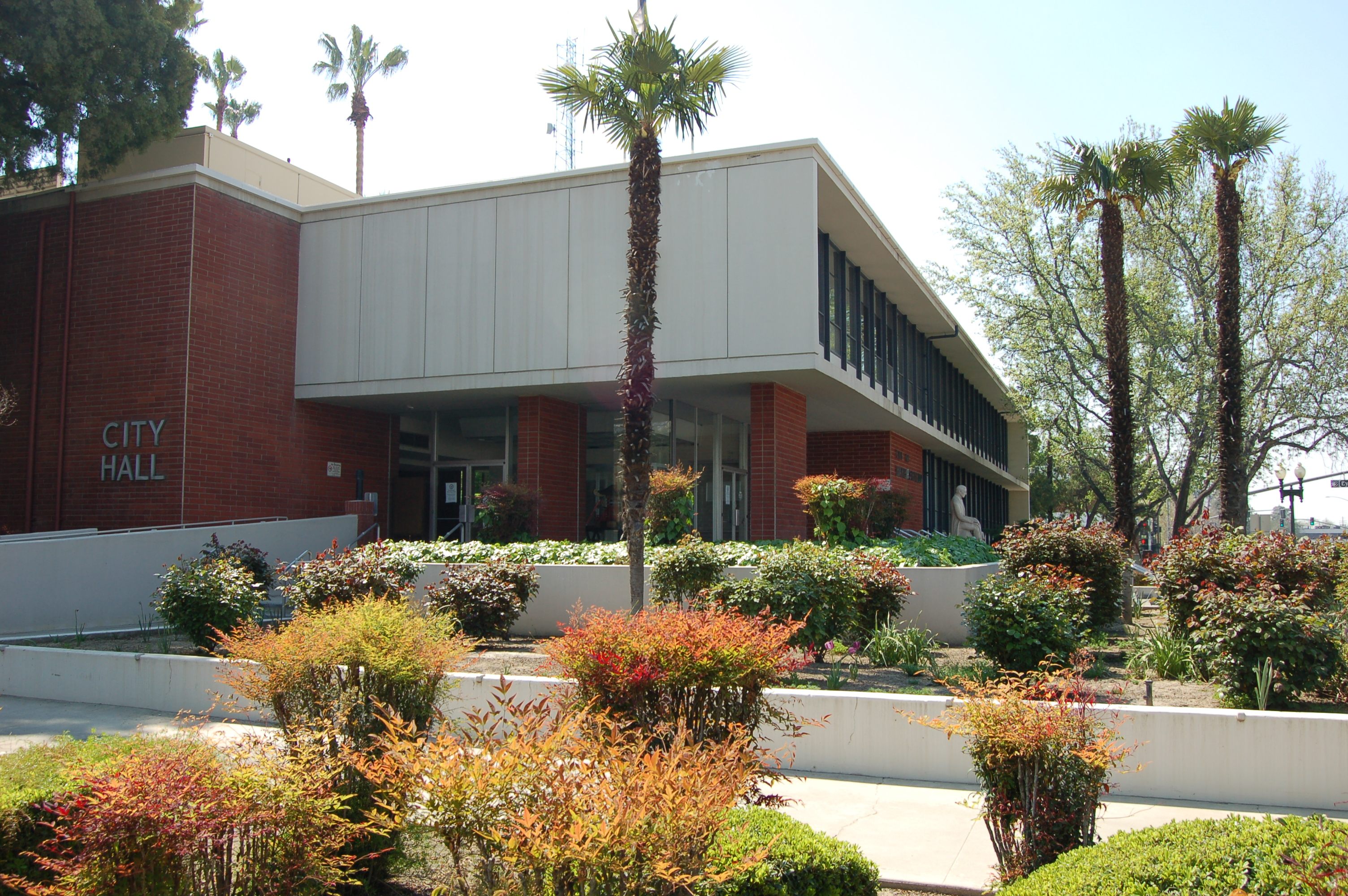
Radnice
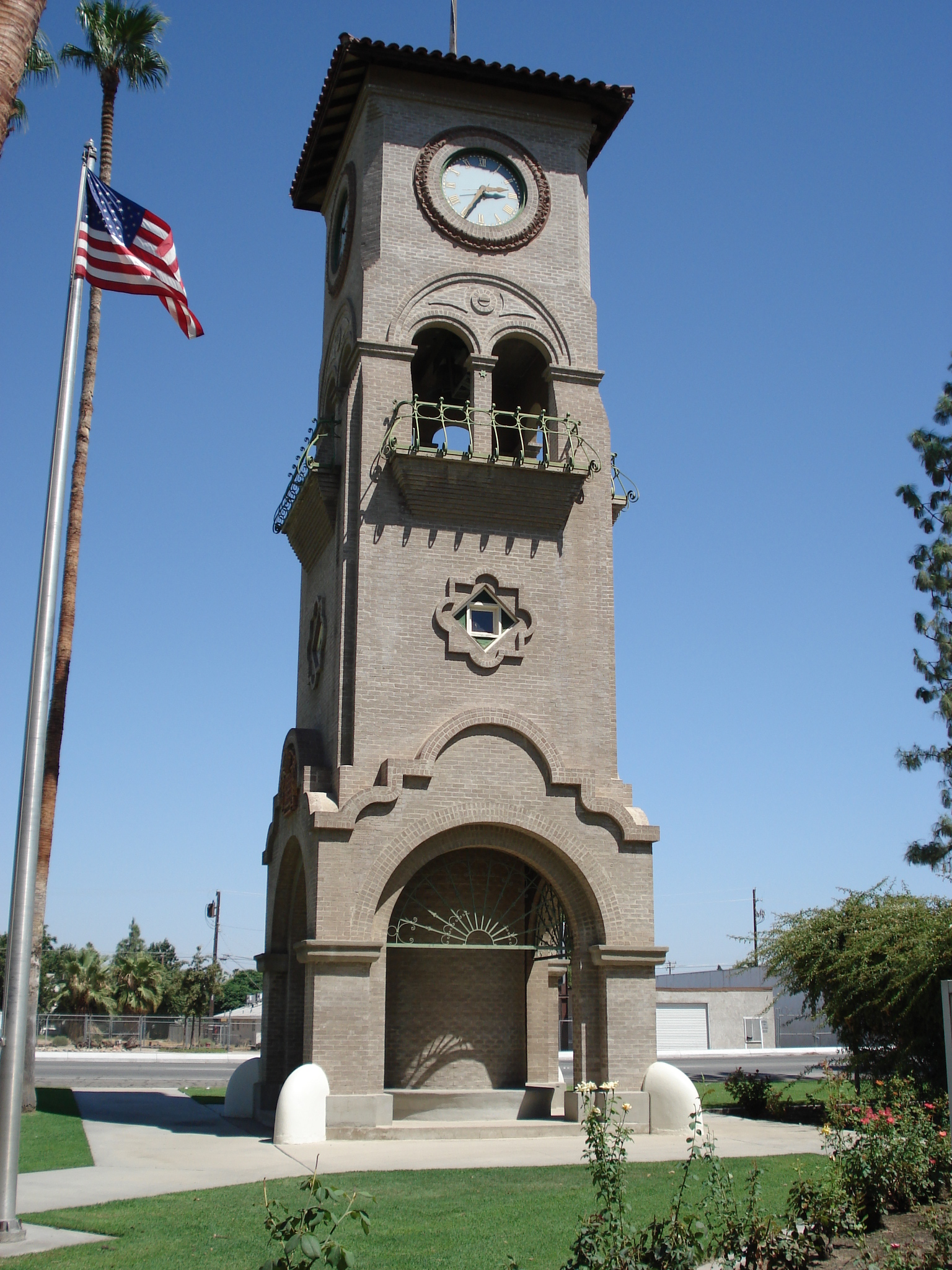
Kern County Museum
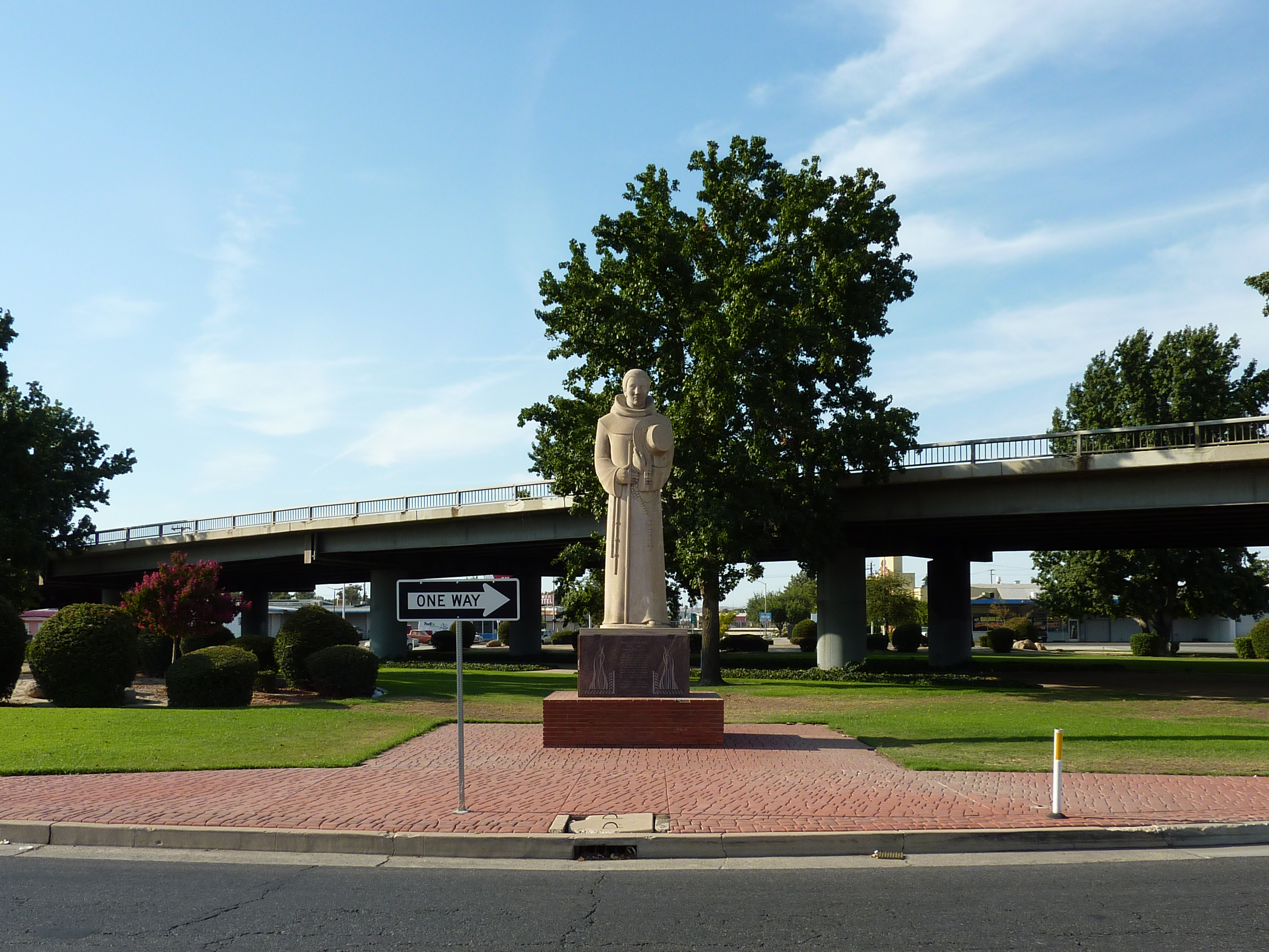
Pomník misionáře Francisca Garcése